# Danilo Slivnik
Danilo Slivnik, slovenski novinar, urednik in politični analitik, * 29. oktober 1950, Prevalje, † 6. januar 2012, Ljubljana.

## Življenje
Slivnik je leta 1977 diplomiral iz politologije z diplomsko nalogo Boj za novi mednarodni ekonomski red (COBISS) na nekdanji Fakulteti za sociologijo, politične vede in novinarstvo v Ljubljani.  Leta 1981 je postal Delov dopisnik iz Moskve. Nekaj let po vrnitvi iz Moskve je dobil Tomšičevo nagrado za izredne novinarske dosežke, leta 1989 pa je postal član poslednje sestave Centralnega komiteja Zveze komunistov Slovenije. Vstop v partijo je Slivnik kasneje opravičeval z novinarsko radovednostjo, trdil je, da naj bi v vodstvo partije  vstopil le zato, da bi videl, kako bo propadla.
Prvega januarja 1991 je bil imenovan za namestnika glavnega in odgovornega urednika Delo. Dolgo let je bil tudi Delov novinar. Znan je bil po razkrivanju številnih tranzicijskih zgodb, med najpomembnejšimi so bili članki o privatizaciji družbe Hit. Spomladi 1995 je zapustil Delo in ustanovil revijo Mag. Leta 1996 je kandidiral za poslanca SDS, a kljub vstopu v politiko še zmeraj opravljal delo novinarja in urednika revije Mag.
Leta 2005 je Slivnik postal član uprave družbe Delo za tehnične zadeve, leto kasneje pa njen predsednik. Po manj kot dveh letih predsednikovanja, 22. oktobra 2007, je zaradi različnih pogledov na vodenje družbe Delo podal odstopno izjavo. Po odhodu iz novinarstva leta 2007 se je ukvarjal z gradbeništvom. Bil je zaposlen v svojem podjetju Saninvest. Dejaven je bil tudi kot politični analitik in je izdal tri knjige o slovenski politiki: Sto osamosvojitvenih dni, Kučanov klan in Potnikovo poročilo. Izmed vseh treh je najbolj znana knjiga Kučanov klan (1996), v kateri je Slivnik celotno politično dogajanje v Sloveniji razlagal kot boj med »silami demokracije« in »silami kontinuitete«, ki naj bi jih zastopal Milan Kučan.

## Okoliščine smrti
Zadnji teden pred smrtjo se je njegovo ime pojavljalo v medijih, ker so njegovo nečakinjo Alenko Karner in njenega moža aretirali v Avstriji. Sumili so ju nedovoljene spletne prodaje dopinških preparatov, v pranje denarja skozi nepremičnine pa naj bi domnevno bilo vpleteno Slivnikovo sorodstvo, ne pa nujno on sam. Po neuradnih podatkih je Danilo Slivnik storil samomor.

## Dela
- Sto osamosvojitvenih dni (1991) (COBISS)
- Kučanov klan (1996) (COBISS)
- Potnikovo poročilo (1999) (COBISS)

## Nagrade in priznanja
- Tomšičeva nagrada (1987)
- Jurčičeva nagrada (1994)